# Friedrich Gottfried Houck

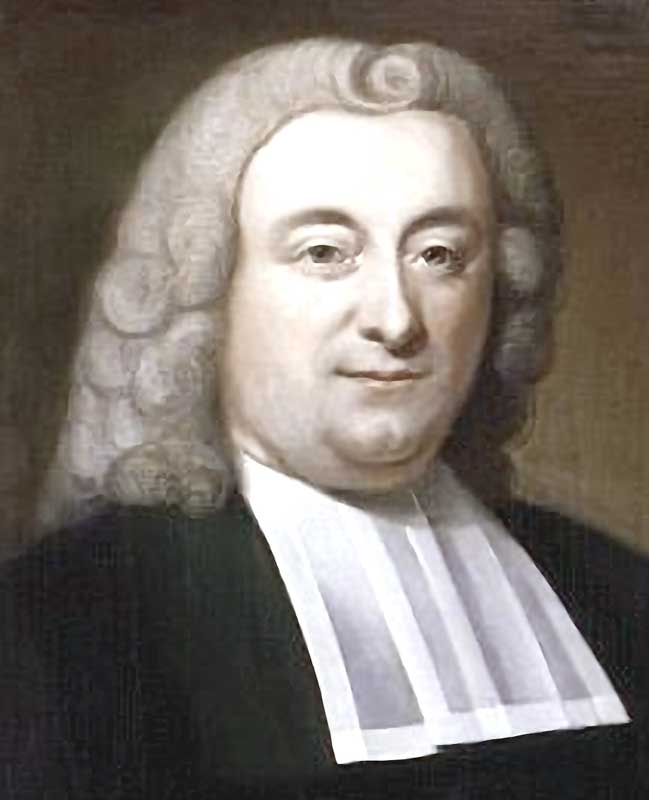
Friedrich Gottfried Houck

Friedrich Gottfried Houck (auch: Fredericus Godefridus Houk, Friedrich Gotfried Huck; * 19. August 1708 in Burgsteinfurt; † 28. Juni 1767 in Utrecht) war ein deutscher Rechtswissenschaftler.

## Leben
Der Sohn des Gymnasialprofessors August Houck und dessen Frau Anna Wilhelmine Bachmann, die Tochter des Oberstleutnants Dr. jur. utr. Gottfried Bachmann und dessen Frau Anna von Wildenraet, hatte die Stadtschule seiner Heimatstadt und das Gymnasium Arnoldinum ebenda besucht. Nachdem er eine umfangreiche Grundausbildung erhalten hatte, immatrikulierte er sich am 19. Dezember 1726 an der Universität Groningen, um ein Studium der Rechtswissenschaften zu absolvieren. Seine prägenden Lehrer wurden dort Jean Barbeyrac und Peter de Toullieu (1669–1734) für das natürliche Recht und Arnold Rotger (1684–1752) im Zivilrecht. 1733 wechselte er an die Universität Utrecht, wo er bei Karl Andreas Duker die Vorlesungen zur Geschichte besuchte und unter der Anleitung von Arnold Drakenborch mit den römischen Altertümern vertraut gemacht wurde. 
Sein prägendster Lehrer in den Rechtswissenschaften wurde Everard Otto, unter dem er 1733 mit der Abhandlung de officio Praefecti vigilem circa incendia (Utrecht 1733) disputiert hatte und unter welchem er am 5. November 1734  mit der juristischen Abhandlung de rationibus veterum jctorum falso suspectis (Utrecht 1734, Bremen 1769) zum Doktor der Rechte promovierte. Danach kehrte er in seine Heimatstadt zurück, wo er Professor am Gymnasium Arnoldinum wurde. Am 23. Juni 1738 wechselte er als Professor der Rechte an das Gymnasium Illustre Athenaeum in Deventer, welche Tätigkeit er mit der Rede pro legislatoria Justiniani Imperatoris prudentia antrat. 
Nachdem man ihn bereits 1744 eine Hochschullehrerstelle an der Universität Harderwijk angedacht hatte, beriefen ihn nach dem Tod von Abraham Wieling die Kuratoren der Universität Utrecht am 9. Mai 1746 zum Professor des Zivilrechts, welches Amt er am 20. Juni 1746 mit der Rede de proprio obligationum jure, ex variis causarum figuris antrat. In dieser Eigenschaft beteiligte er sich auch an den organisatorischen Aufgaben der Utrechter Hochschule und war 1748/49 Rektor der Alma Mater, welches Amt er mit der Rede Quaenam verosimilior sit sententia de secundo capite Legis Aquiliae niederlegte.